# 锡尼斯科拉
锡尼斯科拉（義大利語：Siniscola），是意大利撒丁大区努奥罗省的一个市镇。总面积199.96平方公里，人口11603人，人口密度58.0人/平方公里（2009年）。ISTAT代码为091085。